# Saint-Denis – Pleyel (stanice metra v Paříži)
Saint-Denis – Pleyel je konečná stanice pařížského metra na lince 14, která do ní byla v roce 2024 prodloužena ze stanice Mairie de Saint-Ouen. Ve stanici mají rovněž končit plánované linky 16 a 17 a má zde být možný přestup na linku 15. Stanice se nachází severně od Paříže ve městě Saint-Denis na křižovatce ulic Rue Pleyel a Rue Francisque-Poulbot, poblíž železničního nádraží, kde je možný přestup podzemním koridorem na linku RER D a rovněž Transilien, pokud bude realizován projekt na výstavbu nového železničního spojení. Stanice bude rovněž propojena se stanicí Carrefour Pleyel na lince 13. Stanice je umístěna v hloubce 27 m.

## Výstavba
Pro realizaci stanice byl vybrán japonský architekt Kengo Kuma. Stanice byla otevřena 24. června 2024.

## Název
Název stanice je odvozen od názvu města a ulice Rue Pleyel.